# Brockenhurst
Brockenhurst är en by och civil parish i New Forest i Hampshire i England. Orten har 3 552 invånare (2011). Byn nämndes i Domedagsboken (Domesday Book) år 1086, och kallades då Brocestre.